# Метилдопа
Метилдопа, також відома як α-метил-L-ДОФА — це лікарський засіб, що використовується для лікування високого кров'яного тиску. Це один із найкращих методів лікування високого кров'яного тиску під час вагітності. Для лікування інших типів високого кров'яного тиску зазвичай перевагу надають іншим лікам. Його можна приймати перорально або вводити внутрішньовенно. Початок дії спостерігається приблизно через 5 годин і триває близько доби.
До поширених побічних ефектів належить сонливість. Більш серйозними побічними ефектами є руйнування еритроцитів, проблеми з печінкою та алергічні реакції. Метилдопа належить до сімейства агоністів альфа-2-адренергічних рецепторів. Його дія полягає у стимуляції мозку, щоб зменшити активність симпатичної нервової системи.
Метилдопу було відкрито в 1960 році. Він входить у Перелік основних лікарських засобів Всесвітньої організації охорони здоров'я.

## Медичне використання
Метилдопа використовується в клінічному лікуванні таких захворювань:
- Артеріальна гіпертензія (або високий кров'яний тиск)
- Гестаційна гіпертензія (або гіпертензія, викликана вагітністю) та прееклампсія.[4]

## Побічні ефекти
Метилдопа здатна викликати низку побічних ефектів, від легких до важких. Тим не менш, вони зазвичай легкі, коли доза менша за 1 грам на день. Побічні ефекти можуть включати:
- Психологічні
  - Депресія
  - Суїцидальна ідеація
  - Нічні кошмари
  - Апатія, ангедонія або дисфорія
  - Тривога, особливо соціальна тривога
  - Зниження концентрації уваги, усвідомленості та безсоння
  - Погіршення уваги та концентрації
  - Втома
  - Нездужання
  - Сонливість
  - Ажитація
  - Погіршення когнітивних функцій та пам'яті
  - Дереалізація або деперсоналізація, так же як помірний психоз
  - Сексульна дисфункція включно з погіршенням лібідо, потягу та збудження
- Фізіологічні
  - Головокружіння або вертиго
  - Міоз або звуження зіниці
  - Ксеростомія або сухість рота
  - Шлунково-кишкові розлади такі як діарея або запор
  - Головний біль або мігрень
  - Міалгія або м'язовий біль, артралгія або біль суглобів або парестезія («булавки та голки»)
  - Синдром неспокійних ніг (RLS)
  - Симптоми паркінсонізму такі як тремор, рігідність, гіпокінезія або порушення рівноваги
  - Акатизія, атаксія, дискінезія, дистонія
  - Параліч Белла або параліч обличчя
  - Сексуальна дисфункція
  - Гіперпролактинемія
    - Гінекомастія у чоловіків, аменорея або відсутність менструального циклу у жінок

  - Брадикардія
  - Гіпотензія
  - Ортостатична гіпотензія
  - Гепатит, гепатотоксичність
  - Панкреатит
  - Теплова аутоімунна гемолітична анемія або дефіцит червоних клітин крові
  - Мієлотоксичність або супресія кісткового мозку, що може призвести до тромбоцитопенії, лейкопенії
  - Гіперчутливість (наприклад, вовчак, міокардит або перикардит)
  - Ліхеноїдні реакції (наприклад, ураження шкіри або висип)
  - Блідість

### Синдром відміни
Повідомлялося про випадки рецидиву гіпертензії після різкого припинення прийому метилдопи.

## Механізм дії
Механізм дії метилдопи до кінця не з'ясований. Він може знижувати дофамінергічну та серотонінергічну передачу в центральній та периферичній нервовій системі, а також опосередковано впливає на синтез норадреналіну (норадреналіну) шляхом пригнічення синтезу дофаміну. Метилдопа діє на альфа-2 адренергічні рецептори, які знаходяться на пресинаптичних нервових закінченнях. Це пригнічує вивільнення норадреналіну з пресинаптичного нейрона.
S-енантіомер метилдопи є конкурентним інгібітором ферменту ароматичної <small id="mwAQE">L</small> -амінокислотдекарбоксилази (LAAD), який перетворює L -ДОФА на дофамін. L -ДОФА може проникати через гематоенцефалічний бар'єр, і тому метилдопа може мати подібні ефекти. LAAD перетворює його на альфа-метилдофамін, хибний попередник норадреналіну, що, у свою чергу, зменшує синтез норадреналіну у везикулах. Дофамін-бета-гідроксилаза (ДБГ) перетворює альфа-метилдофамін на альфа-метилнорепінефрин, який є агоністом пресинаптичного α<sub>2</sub>- адренергічного рецептора, що призводить до пригнічення вивільнення нейромедіаторів.
Було виявлено, що метилдопа є агентом, що руйнує моноаміни.

## Фармакокінетика
Максимальне зниження артеріального тиску спостерігається через 4–6 годин після перорального прийому. Період напіввиведення метилдопи становить 105 хвилин. Метилдопа демонструє варіабельну абсорбцію зі шлунково-кишкового тракту. Метаболізується в печінці та кишечнику і виводиться з сечею.

## Історія
При своїй появі метилдопа була основою антигіпертензивного лікування, але її використання скоротилося через відносно серйозні побічні ефекти, та зі збільшенням використання інших безпечніших та більш переносимих препаратів, таких як альфа-блокатори, бета-блокатори та блокатори кальцієвих каналів. Крім того, клінічні випробування ще не пов'язували його зі зниженням кількості несприятливих серцево-судинних подій, включаючи інфаркт міокарда та інсульт, або зі зниженням загальної смертності від усіх причин. Тим не менш, одним із актуальних показань до застосування метилдопи є лікування гіпертензії, викликаної вагітністю (ГВВ), оскільки вона є відносно безпечною порівняно з багатьма іншими антигіпертензивними засобами, які можуть впливати на плід.